# باسكال لوفيفر
باسكال لوفيفر (بالفرنسية: Pascal Lefèvre)‏ هو منافس ألعاب قوى فرنسي، ولد في 25 يناير 1965 في سانت كونتين في فرنسا.

## وصلات خارجية
- باسكال لوفيفر على موقع الاتحاد الدولي لألعاب القوى (الإنجليزية)
- باسكال لوفيفر على موقع الاتحاد الفرنسي لألعاب القوى (الفرنسية)
- باسكال لوفيفر على موقع أوليمبيديا (الإنجليزية)